# Chandra Talpade Mohanty
Chandra Talpade Mohanty (Mumbai, 1955) és professora en sociologia, estudis de gènere i de la dona i degana d'Humanitats a la Universitat de Siracusa. Mohanty és una teòrica del feminisme postcolonial i transnacional, ja que defensa la importància d'un abordatge transnacional per a l'aproximació a les experiències de les dones a través del món. És autora de Feminism without Borders: Decolonizing Theory, Practicing Solidarity (2003).
La seva obra se centra en la teoria feminista transnacional, en la pràctica feminista anticapitalista, en l'educació antiracista i en les polítiques del coneixement. L'eix de la seva obra és el projecte de configuració d'una "solidaritat feminista anticolonizadora a través de les fronteres" a partir d'una anàlisi interseccional de les nocions de raça, nació, colonialisme, sexualitat, classe i gènere.

## Obra
L'autora es va fer coneguda després de la publicació el 1986 del seu assaig Under Western Eyes: Feminist Scholarship and Colonial Discourses, en el que critica el projecte polític del feminisme occidental i la configuració discursiva de la categoria de "dones del tercer món" com un estereotip genèric, homogeni i víctima que les feministes occidentals han de salvar. Mohantly afirma que el feminisme occidental pansa per damunt de les diferències entre les dones del sud global, ja que en realitat les experiències d'opressió són increïblement diverses segons quines siguin les causes històriques, culturals i individuals. Aquest assaig va ser clau per destacar les dificultats que enfronten les feministes del tercer món a l'hora de ser escoltades pel moviment feminista i va conduir a una reconfiguració en la relació entre feministes de països rics i pobres.